# باب الفتوح (القاهرة)
باب الفتوح هو أحد أبواب سور القاهرة، بني سنة 1087 م على يد جوهر الصقلي، ثم جدده الأمير بدر الجمالي فجعله في موضعه الحالي في مدخل شارع المعز لدين الله الفاطمي بجوار جامع الحاكم بأمر الله.

## وصف الباب
يتكون الباب من برجين مستديرين يتوسطان المدخل، ويوجد بجوارهما طاقتان كبيرتان في فتحتيهما حلية مزخرفة بأسطوانات صغيرة، ويتصل بباب النصر بطريقين أحدهما من فوق السور والأخر من تحت السور، يعطي الباب فكرة واضحة عن نظام العمارة في العصر الفاطمي وتحديدا نهاية القرن الحادي عشر الميلادي.
وقد شيده القائد جوهر الصقلي في العام 480 هـ هجريا الموافق عام 1087 ميلادية بالقرب من حارة تعرف بحارة «بين السيارج» وعندما قام الوزير بدر الدين الجمالي بتجديد أسوار القاهرة قام بأعادة تشيد الباب في موضعه القديم.

## سبب التسمية
يقال أن تسمية هذا الباب ترجع إلى الغرض الرئيسي في أنشائه حيث كانت تخرج من بوابته الجيوش أثناء سيرها للفتوحات. ثم تعود وتدخل القاهرة وهي منتصرة من باب النصر. وقيل أن باب الفتوح اسم مغربي الأصل بسبب دخول تجار مغاربة منه. لكن اسم باب الفتوح وثلاثة أسماء أبواب للقاهرة أخرى (باب المحروق وباب الحديد وباب الخوخة) تتوافق مع أسماء أبواب مدينة فاس العاصمة العلمية للمغرب وكأنه أريد للقاهرة بجامعتها الأزهر أن تكون مدينة علمية كما كانت فاس بجامعتها القرويين.

## معرض صور

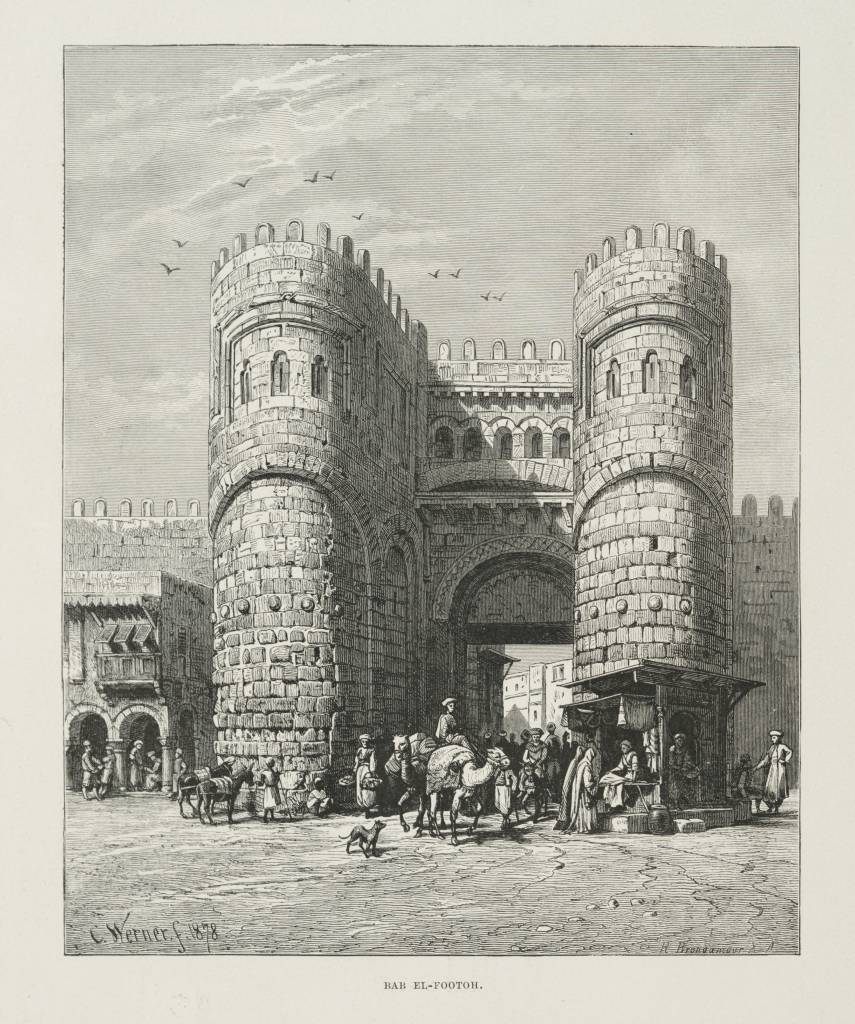
باب الفتوح سنة 1878
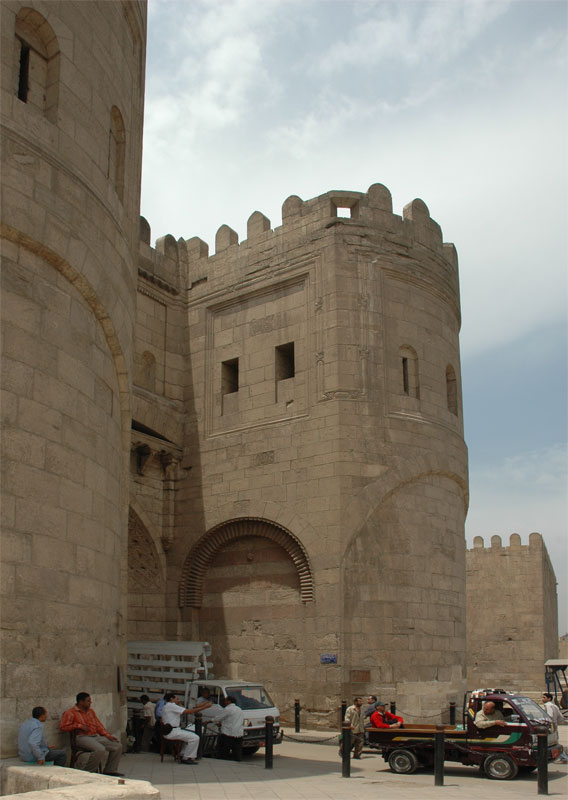
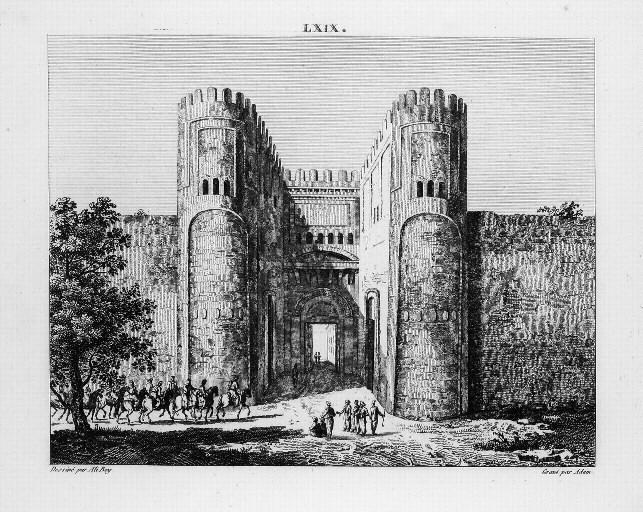
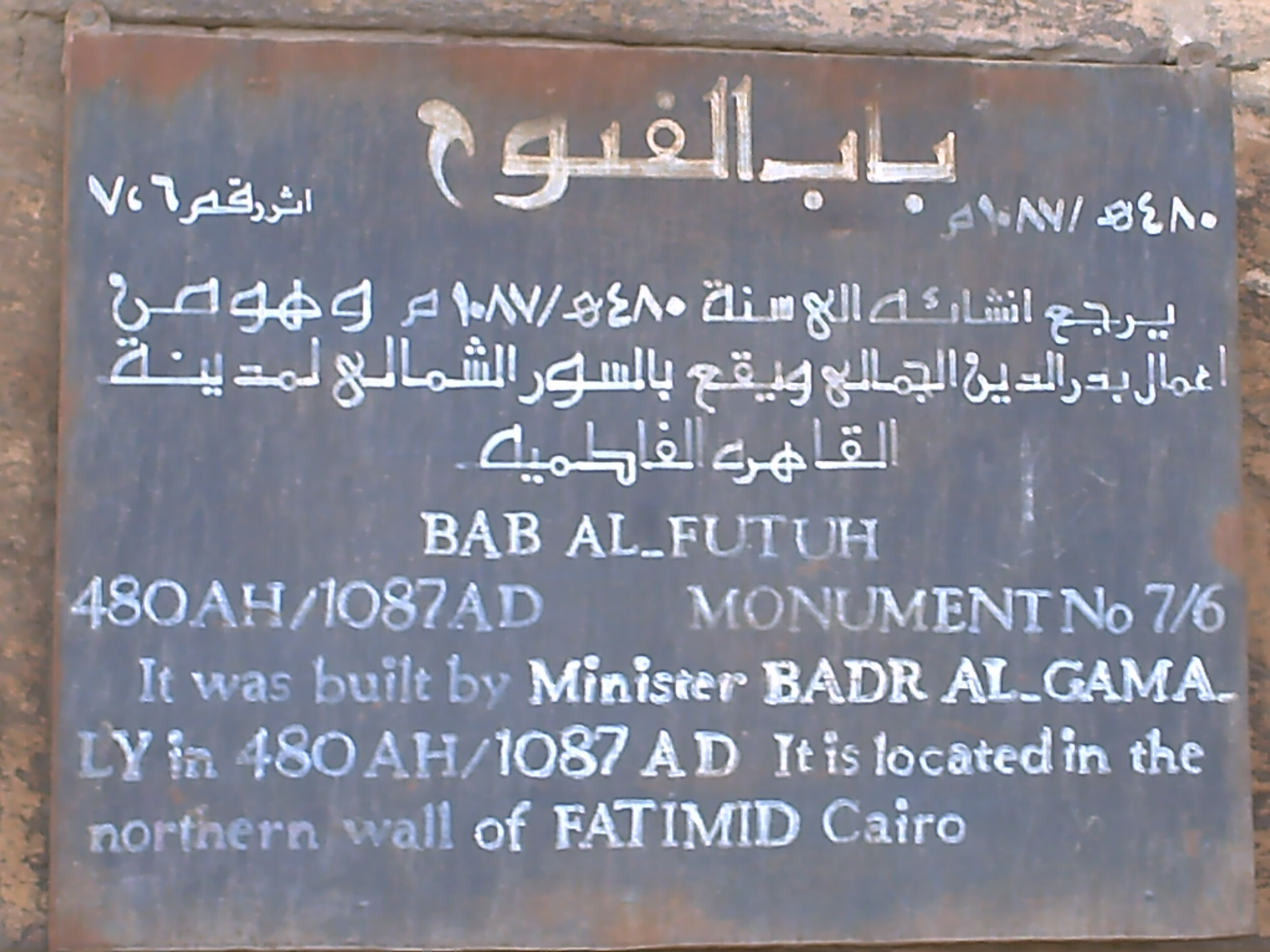
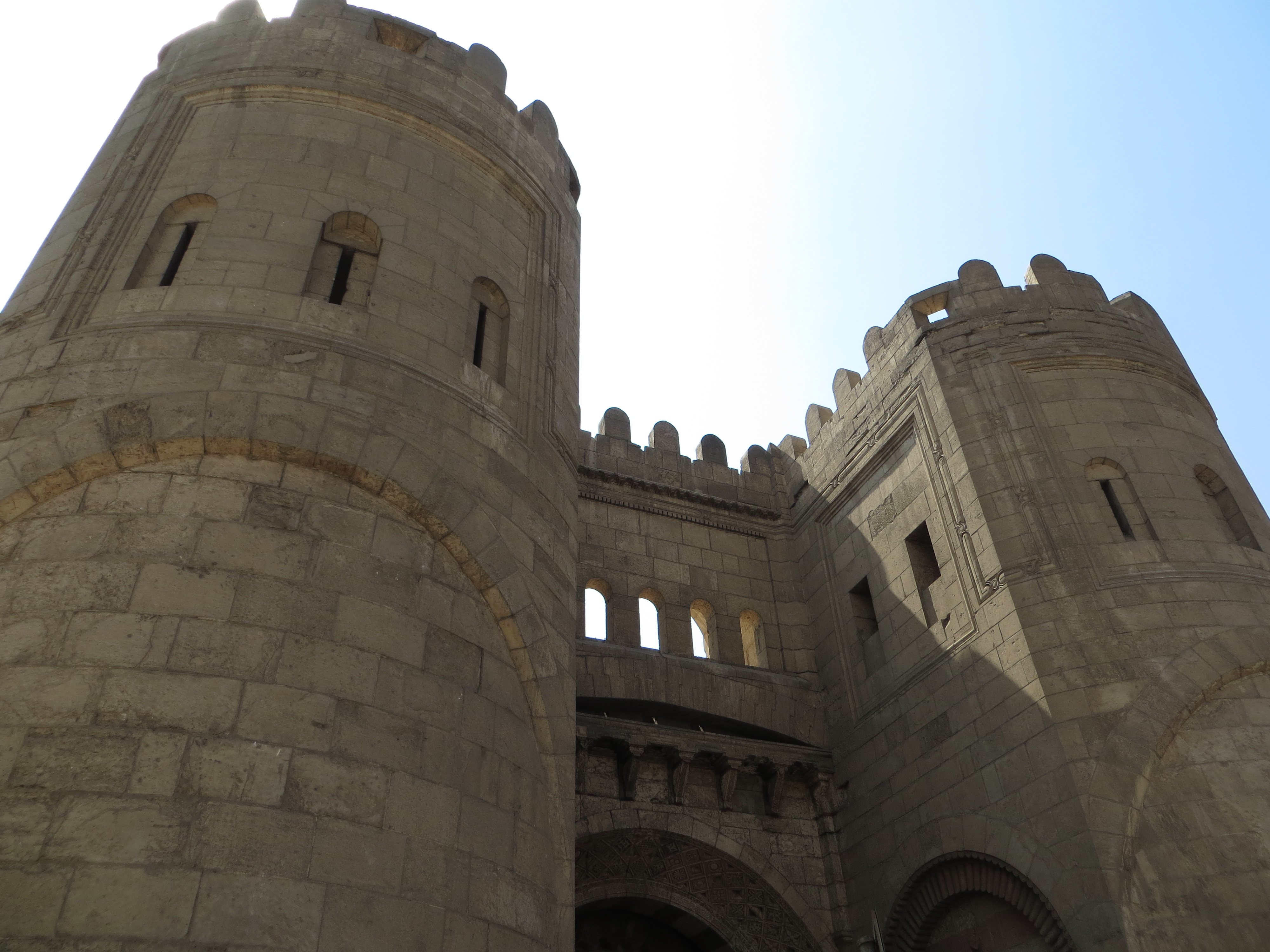
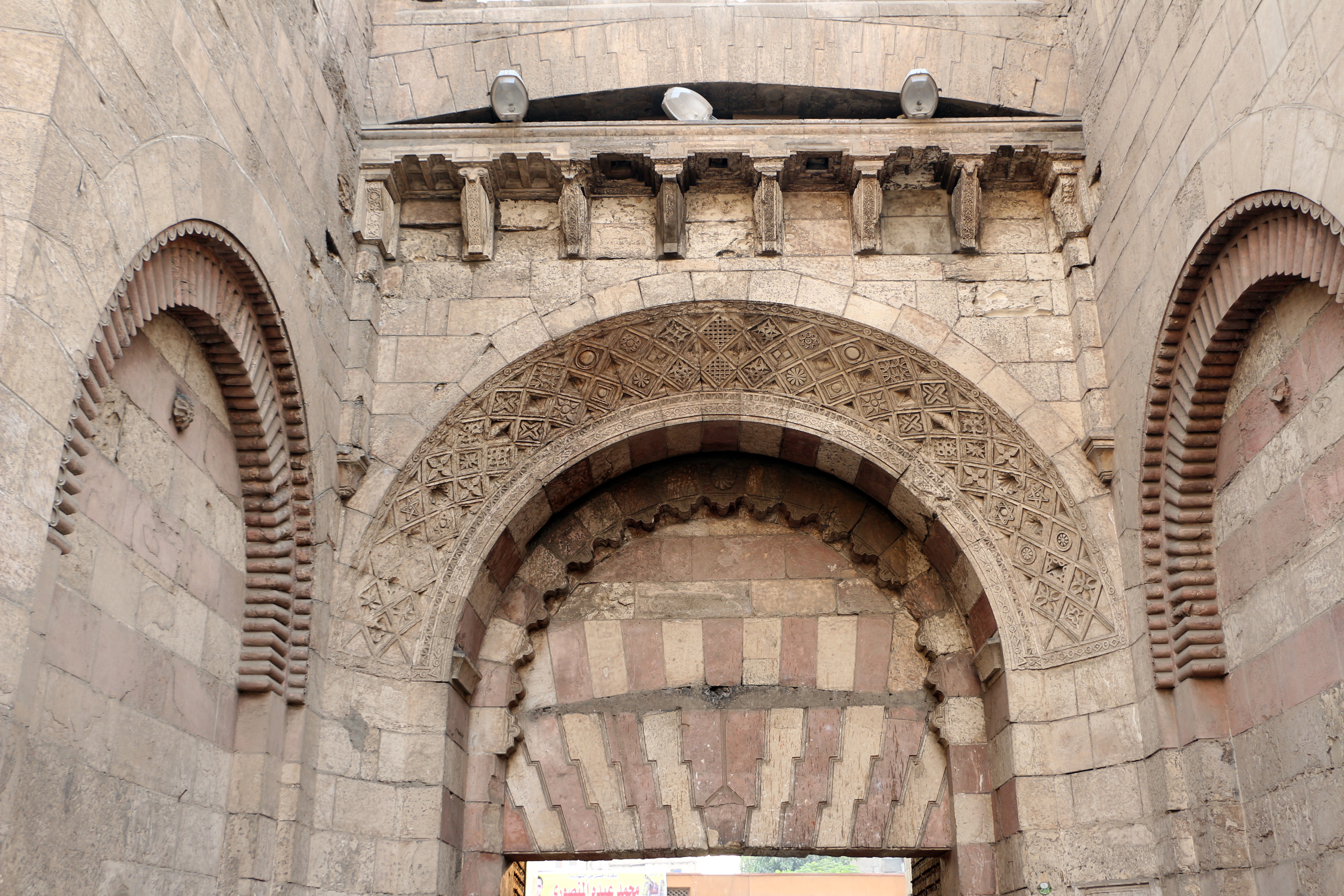
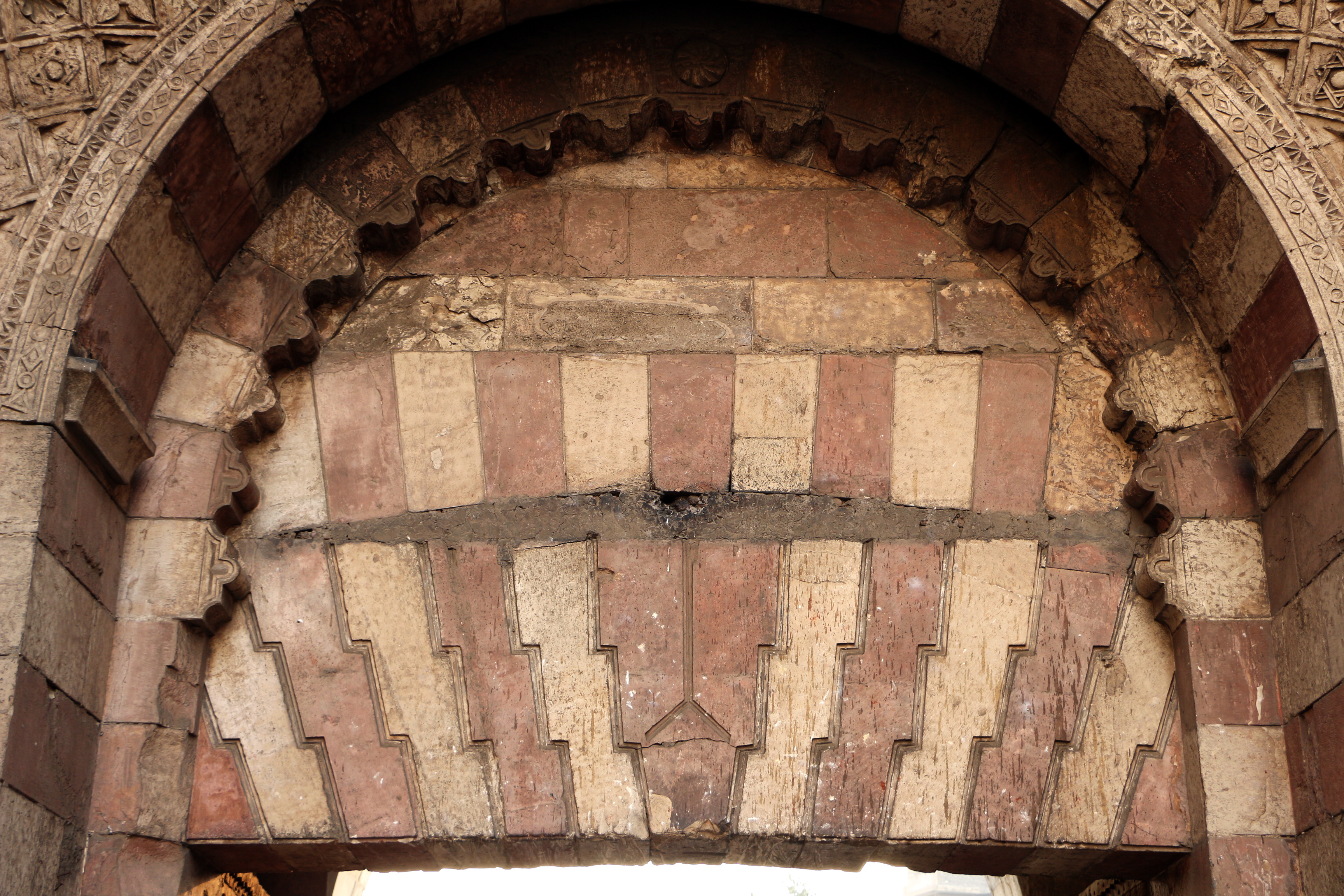
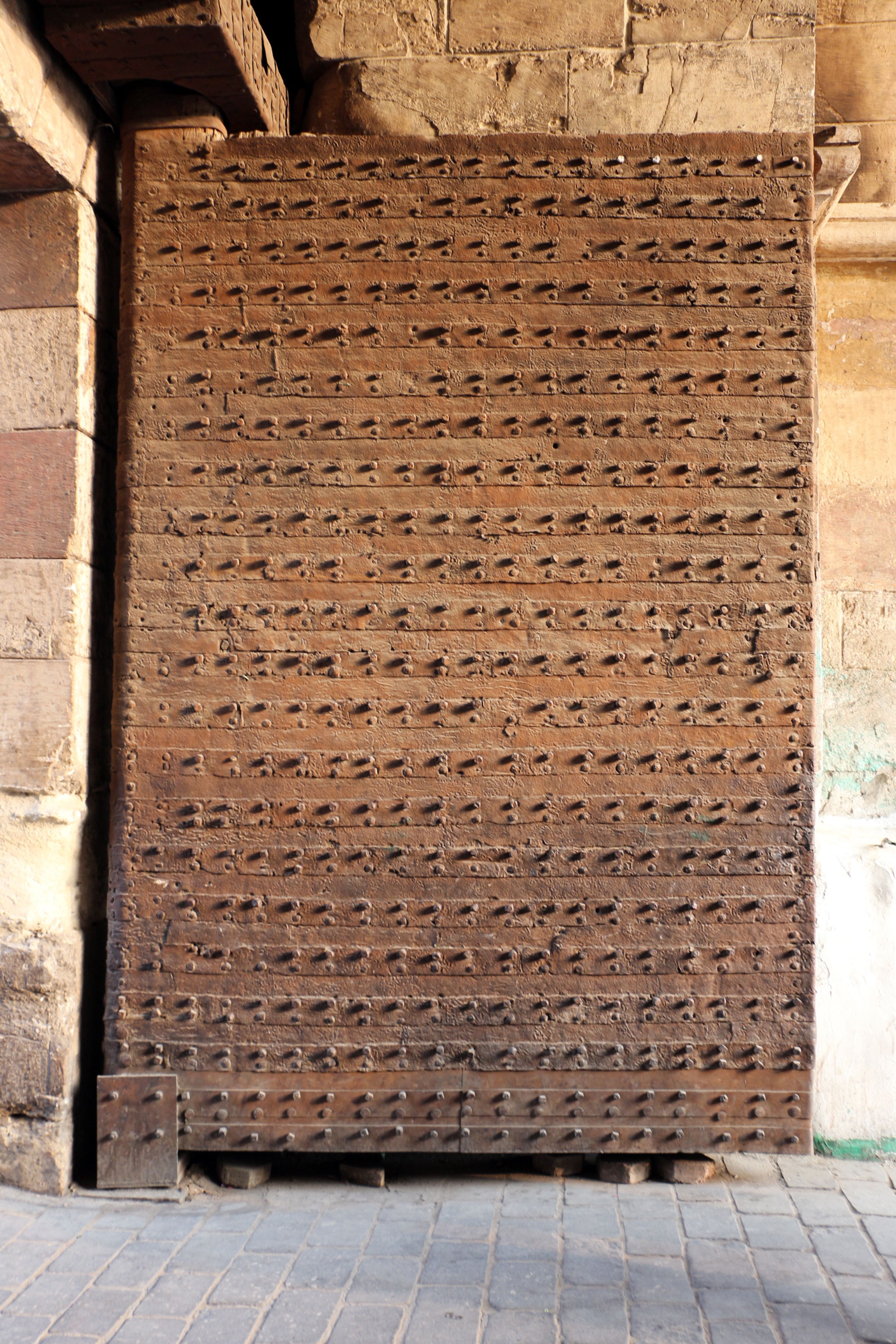
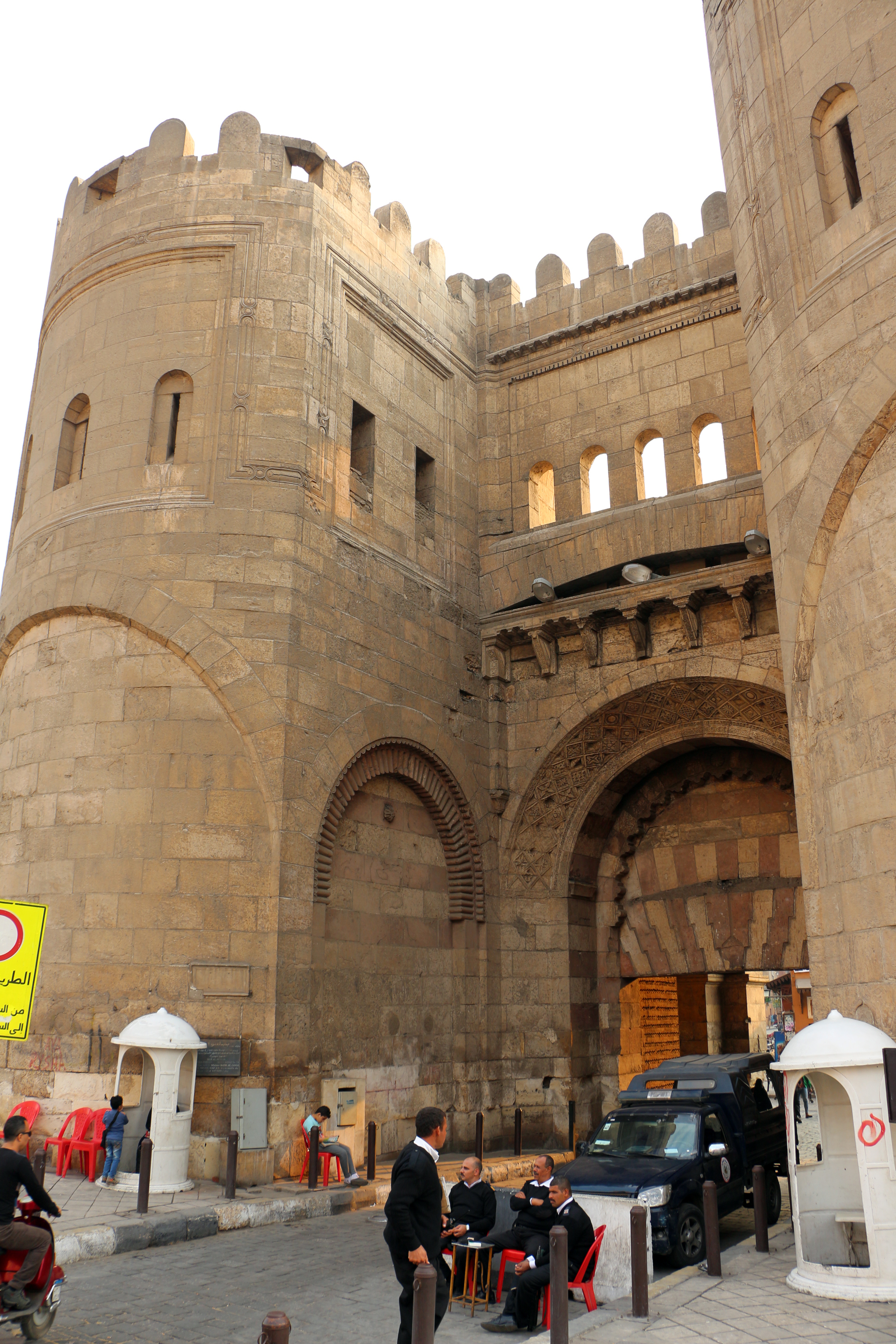
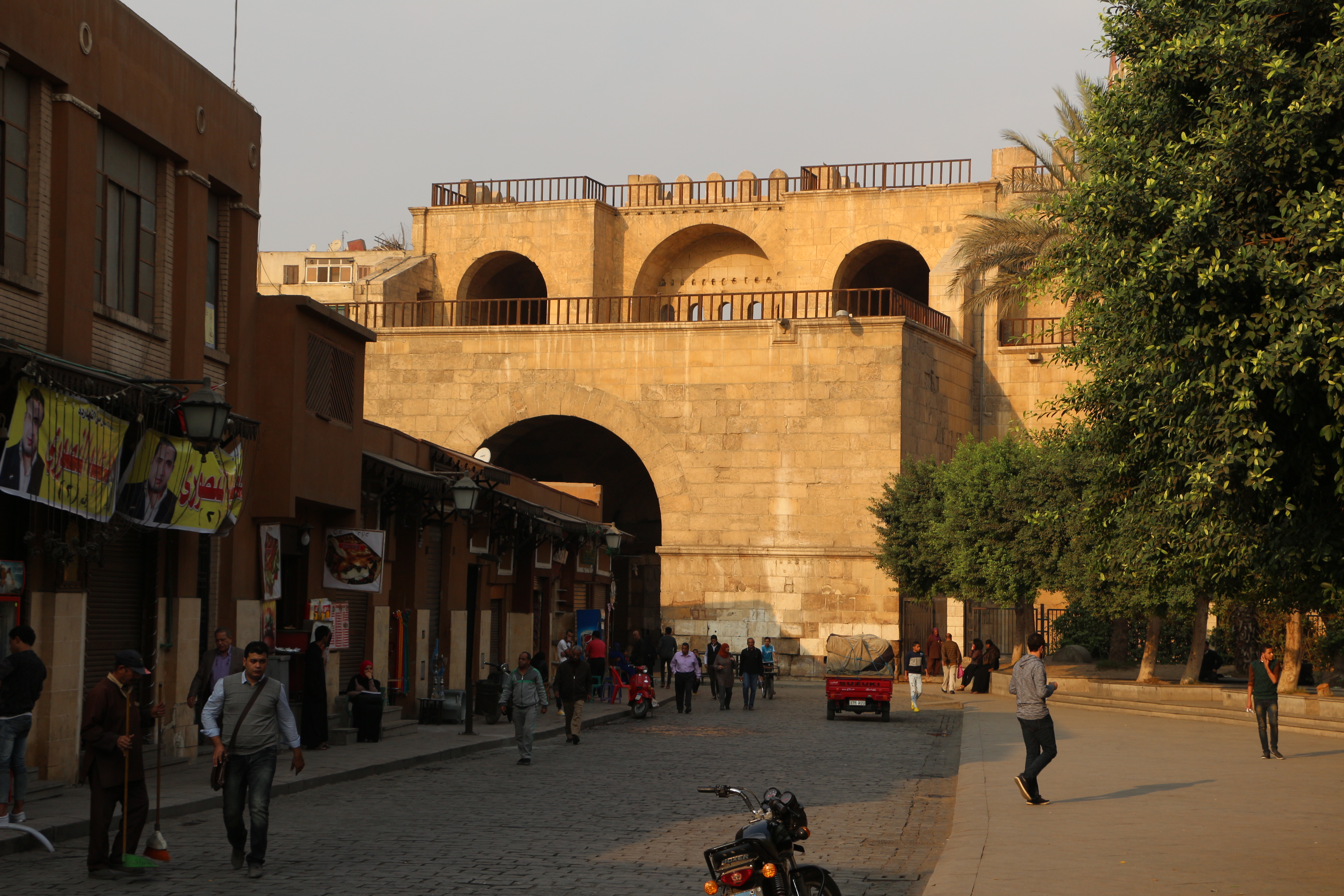
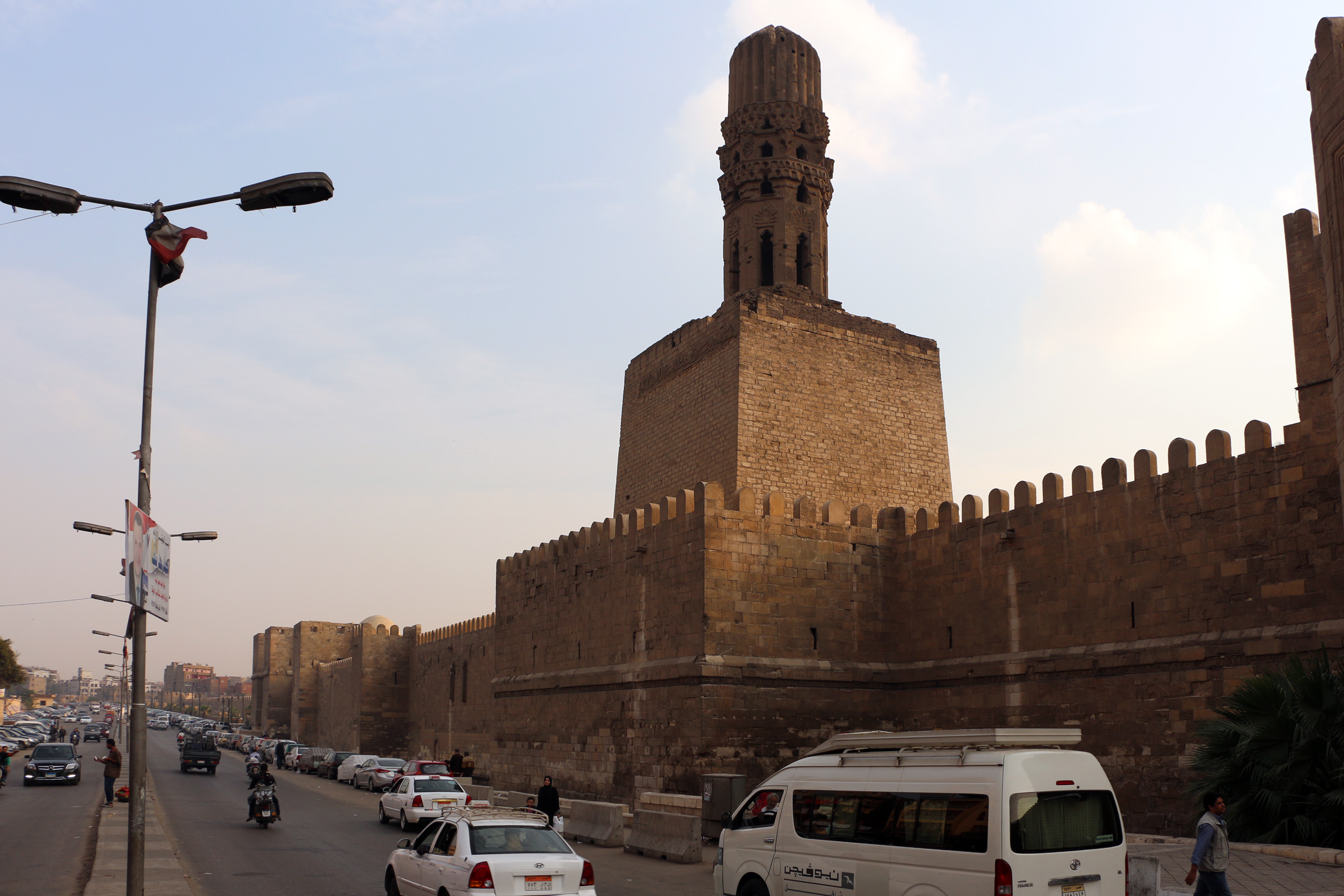
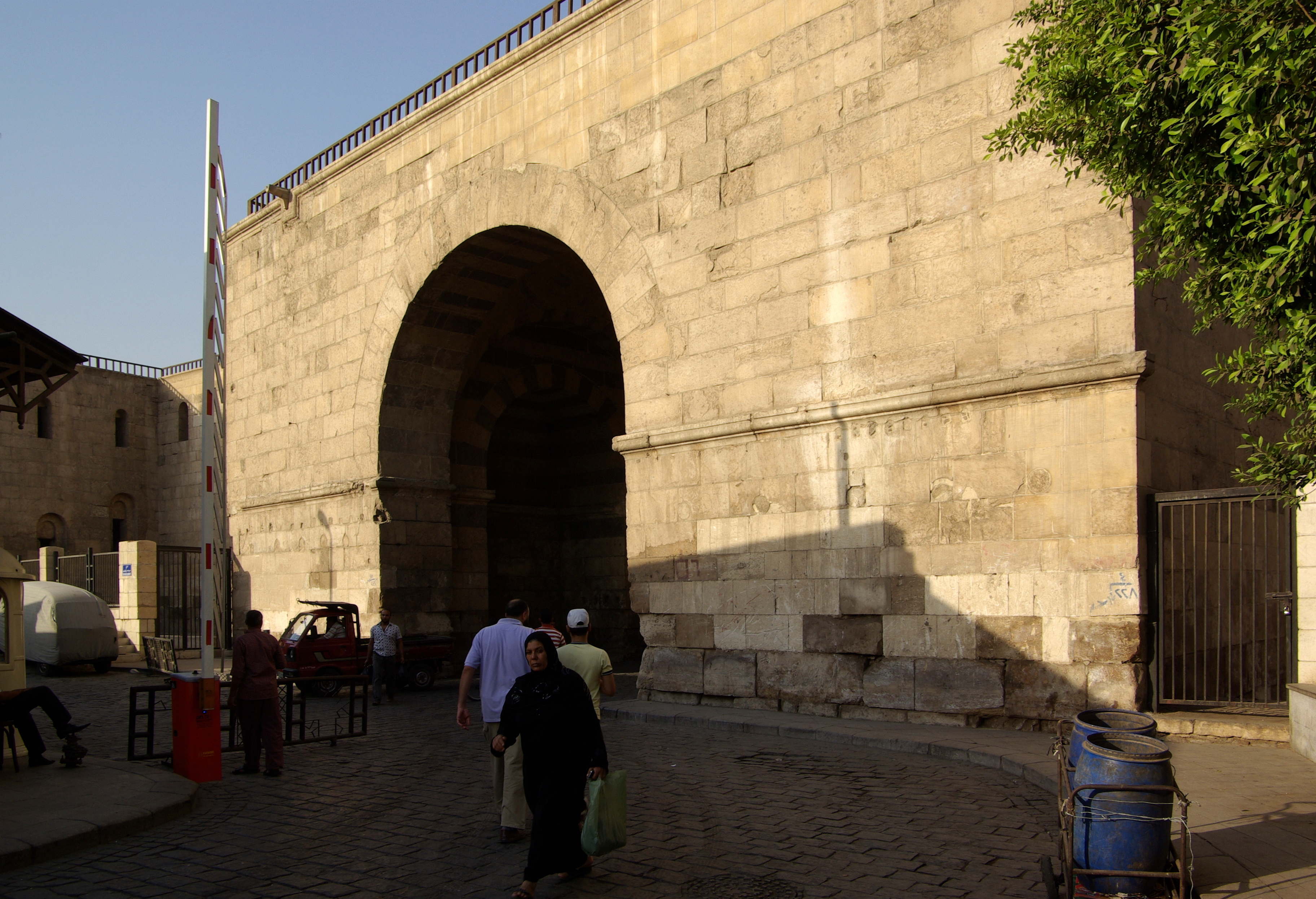
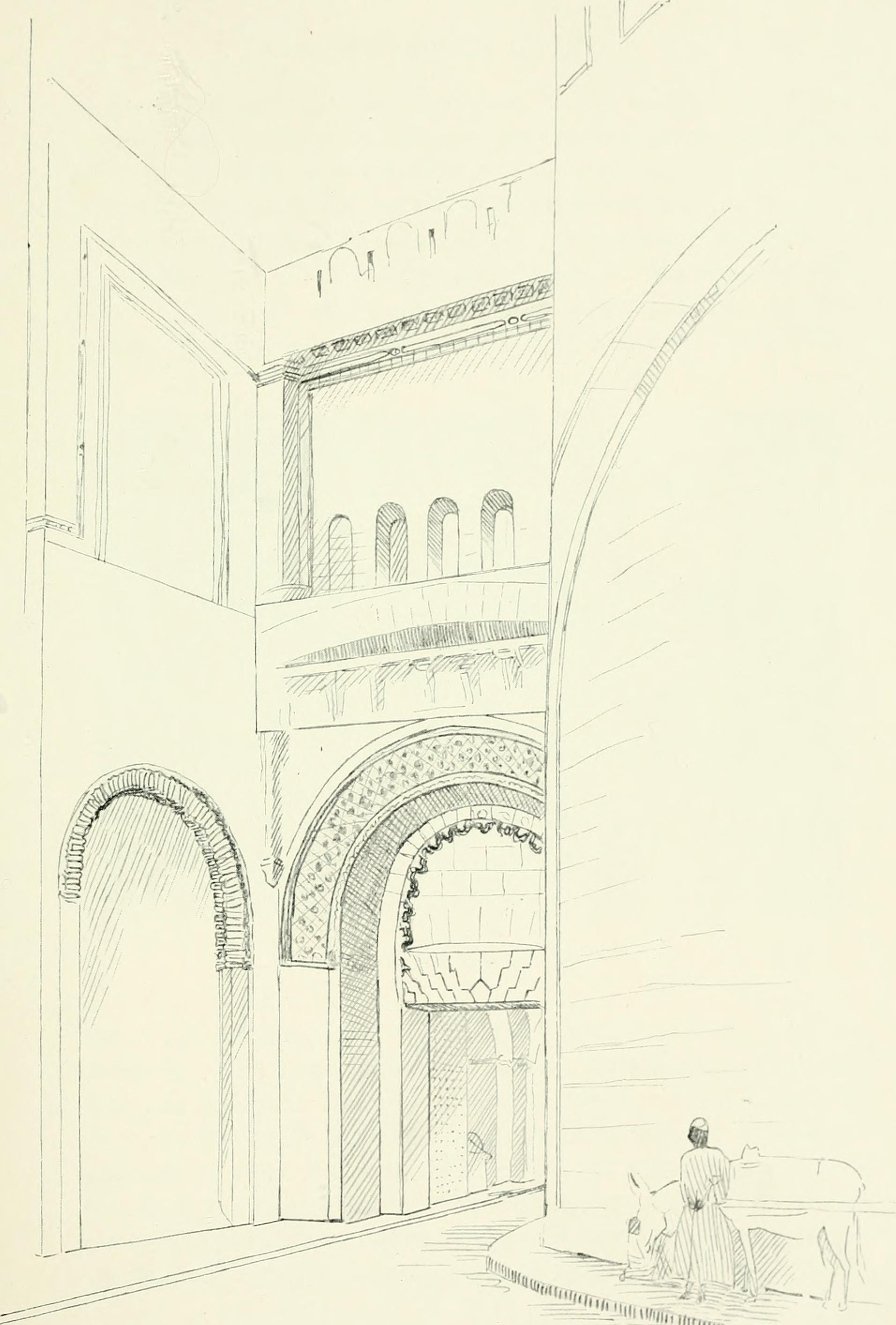